# Austin-Talsperre
Koordinaten: 41° 39′ 10,4″ N, 78° 5′ 7,3″ W

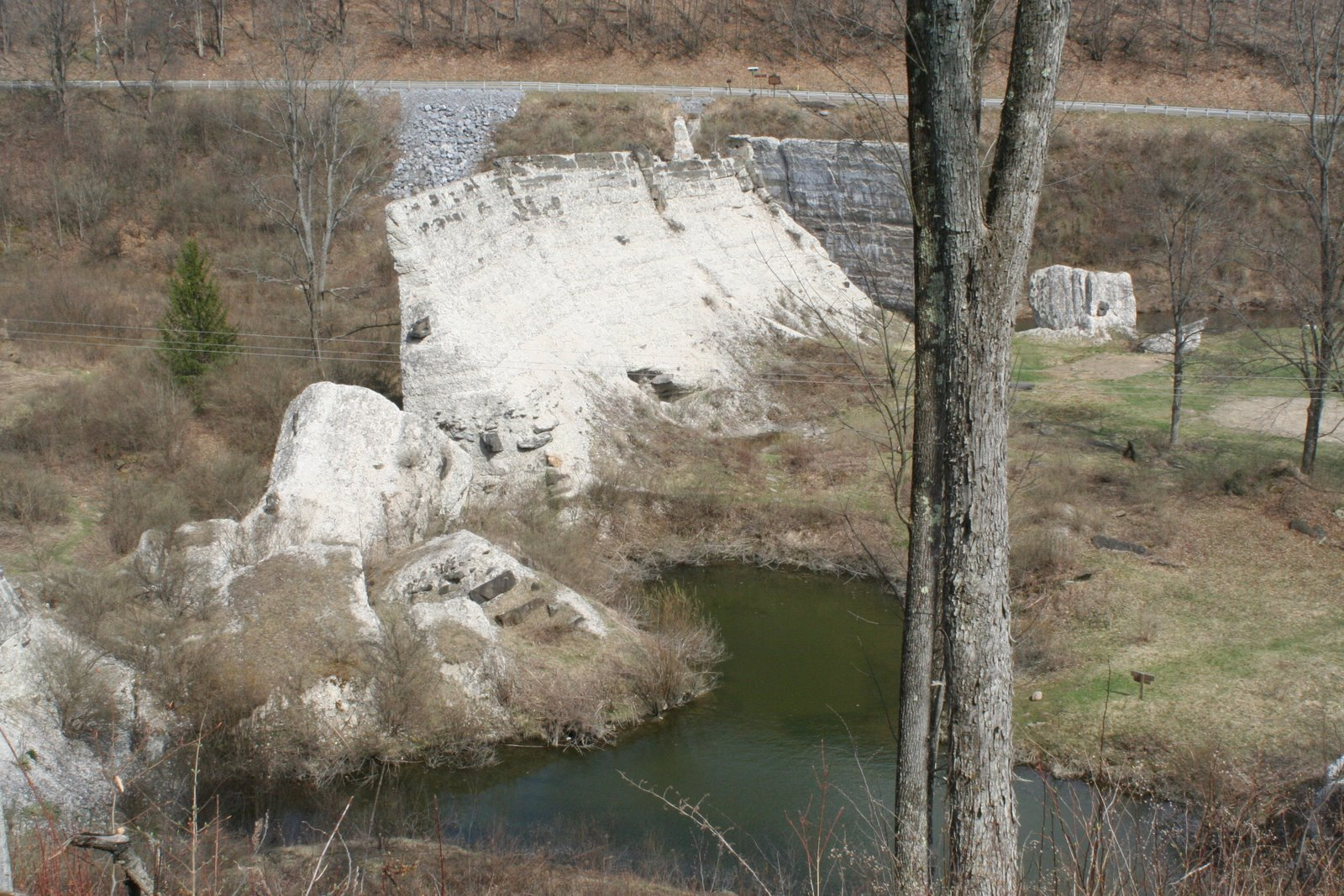
Reste der Austin-Talsperre 2008.

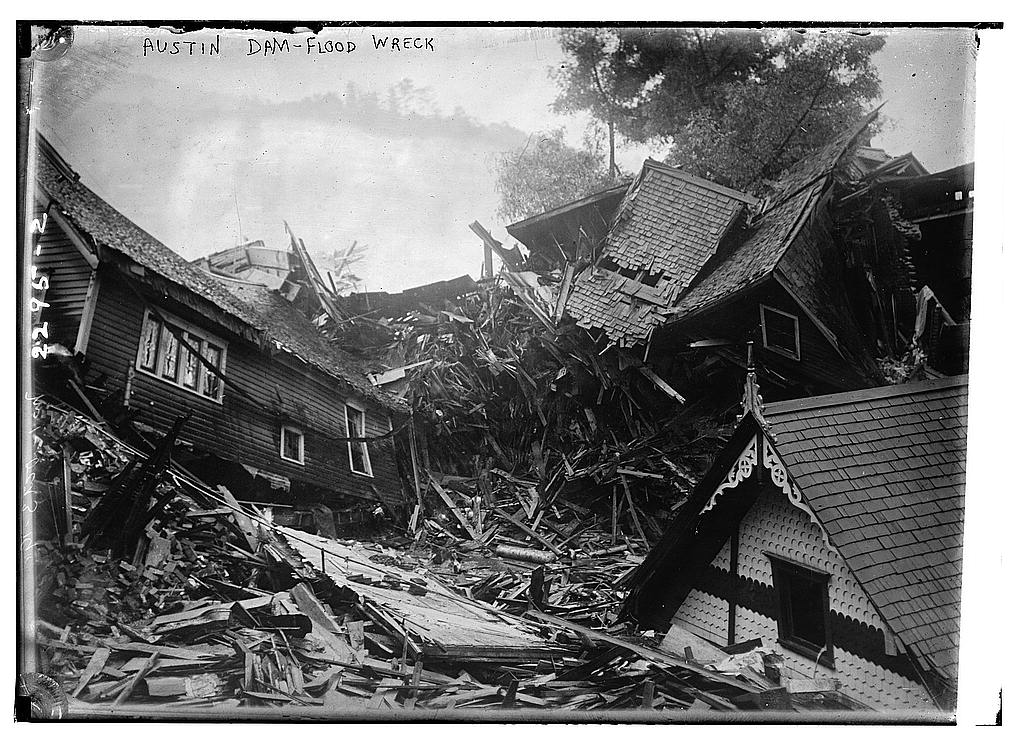
Von der Flut zerstörte Häuser

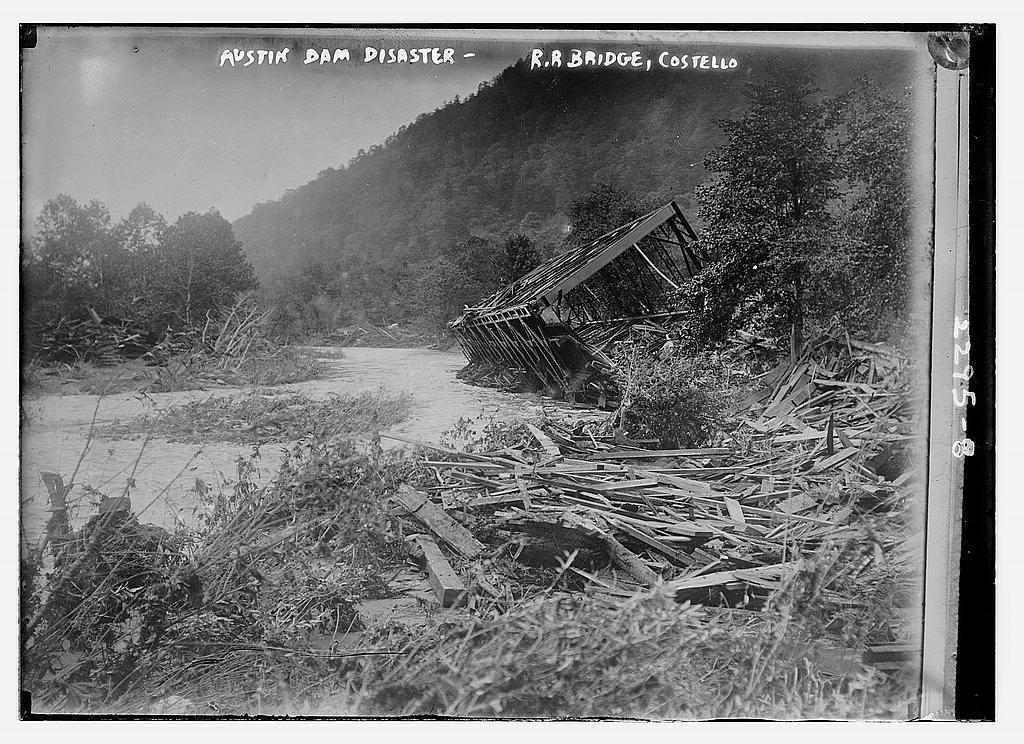
Flutschäden

Ansicht und Grundriss der Ruinen, Zeichnung von 1912, Zentralblatt der Bauverwaltung

Die Austin-Talsperre (Austin Dam, auch: Bayless Dam) war eine Talsperre bei der Stadt Austin, Potter County, im US-Bundesstaat Pennsylvania, die 1909 fertiggestellt wurde. Sie brach am 30. September 1911 und führte zu der bis dahin zweitgrößten Flutkatastrophe in Pennsylvania nach der South-Fork-Katastrophe.

## Der Bau der Talsperre
Die Gewichtsstaumauer aus Beton war 1909 am Freeman’s Run bei Austin zur Wasserversorgung der Papiermühle von George Bayless gebaut worden. Dieser beauftragte den Bauingenieur T. Chalkey Hatton aus Wilmington, Delaware mit dem Bau. Beton (mit Bewehrungsstahl) war damals für Talsperren noch ein ungewöhnliches Baumaterial. Die Mauer wurde 1,2 m (4 Fuß) tief in Sandstein gegründet.
Die Bauarbeiten begannen am 8. Mai 1909 und waren am 9. Dezember 1909 beendet. Es wurde sehr schnell und sparsam gebaut; verschiedene Konstruktionsvorschläge des Ingenieurs wurden vom Bauherrn aus Kostengründen abgelehnt. Die Baukosten betrugen 86.000 oder 88.000 $.
Die Staumauer war 15 m (50 Fuß) hoch und 165 oder 167 m (534 oder 550 Fuß) lang und die größte Talsperre in Pennsylvanien. Der Stauinhalt war nach unterschiedlichen Angaben 678.000 oder 1,05 Millionen m³ (bzw. 250 oder 265 Millionen US-Gallonen). – Der Stausee war 12 m (40 Fuß) tief.

## Die Katastrophe
Die Staumauer bekam schon bald Risse. Im Januar 1910 gab es Tauwetter, die Talsperre wurde gefüllt und lief über. Die Mauer soll sich unter der Belastung oben um 11 m (36 ft) gebogen haben (diese Angabe ist allerdings unglaublich groß und sicher fehlerhaft). Am Westhang brach ein 4 m (13 ft) großes Stück weg. Auch am Mauerfuß war die Mauer ausgewichen. Trotzdem hielt man sie nun für sicher.
Sie brach im folgenden Jahr bei normalem Wetter durch strukturelles Versagen in der Gründungsfuge bzw. im Untergrund plötzlich. Die Uhrzeit wird mit 14:05 Uhr, 14:20 Uhr oder 14:29 Uhr angegeben. Eine Zeugin (Cora Brooks, die eine Prostituierte gewesen sein soll), beobachtete den Bruch von ihrem Haus aus und rief per Telefon in der Stadt Austin an, die 2400 m unterhalb lag und damals 2000 Einwohner hatte. Zwei Telefonistinnen (Lena Binckley und Kathleen Lyons) warnten in der Stadt die Einwohner durch lautes Rufen, wodurch sich viele retten konnten. Die Flutwelle traf zuerst auf die Papiermühle. Dort wurde auch ein Alarmsignal ausgelöst (acht kurze und ein langer Ton).
Durch die Flutwelle kamen nach offiziellen Angaben mindestens 78 Menschen um. Alle Todesopfer gab es in den zwei Meilen (3200 m) direkt unterhalb der Talsperre. Die Schadenssumme betrug 14 Millionen US$. Die Flutwelle wurde dadurch verschlimmert, dass sie eine Menge von Holzstämmen mitführte. Viele Opfer verfingen sich unterhalb der Stadt in einem Viehzaun und kamen deswegen ums Leben.
Die Ruinen der Staumauer sind heute nördlich von Austin westlich der Route 872 über eine Schotterpiste zu erreichen und zu besichtigen. 1989 wurde das Gelände in das „National Register of Historical Places“ aufgenommen und ist im Besitz der „Austin Dam Memorial Association“.